# Gastrancistrus flora
Gastrancistrus flora är en stekelart som först beskrevs av Girault 1917.  Gastrancistrus flora ingår i släktet Gastrancistrus och familjen puppglanssteklar. Inga underarter finns listade i Catalogue of Life.